# Зомбис
„Зомбис“ (на английски: The Zombies) са английска рок група, създадена през 1962 г. в Сейнт Олбанс. Лидери на групата са Род Арджънт (пиано, орган и вокали) и Колин Блънстоун (вокали). Постигат хитове във Великобритания и САЩ през 1964 г. с „She's Not There“. В САЩ намират успех още два сингъла – „Tell Her No“и „Time Of The Season“.
Албумът им от 1968 г. „Odessey And Oracle“, състоящ се от 12 песни, е поставен под позиция №100 в списъка на Ролинг Стоун „500 най-велики албума на всички времена“.